# アレクサンドル・ハンジョンコフ
アレクサンドル・アレクセイエヴィチ・ハンジョンコフ（ロシア語: Александр Алексеевич Ханжонков, 1877年8月8日 - 1945年9月26日）は、ロシア帝国（現在のロシア）の映画プロデューサー、実業家、映画監督、脚本家である。ロシア映画界の最初の起業家であり、ロシア初の長篇劇映画を製作したことで知られる。

## 人物・来歴
1877年（明治10年）8月8日、ロシア帝国の片田舎、ドン川のほとり（現在のウクライナドネツィク州）にある小村ハンジョンコヴォで生まれる。
1906年（明治39年）、モスクワにハンジョンコフ商会を設立、1908年（明治41年）、自社で映画を製作し始める。1911年（明治44年）には、ロシア初の撮影所を有限会社として設立した。銀行家でありロシア帝国国家評議会議員であったイワン・オゼロフが主に出資した。同年、ロシア初の長篇劇映画『セヴァストポリの防衛』を、ワーシリー・ゴンチャロフと共同で自ら監督して、発表した。ラディスラス・スタレヴィッチ監督によるパペットのアニメーション映画も製作している。
1945年（昭和20年）9月26日、ソビエト連邦（現在のウクライナ）のクリミア半島ヤルタで死去した。満68歳没。

## おもなフィルモグラフィ
すべてプロデュース作品。
- 『モスクワ郊外のジプシー・キャンプでのドラマ』 Драма в таборе подмосковных цыган、1908年
- 『十六世紀ロシア式結婚』 Русская свадьба XVI столетия、1909年
- 『セヴァストポリの防衛』 Оборона Севастополя : 共同監督ワーシリー・ゴンチャロフ、1911年 - 監督・脚本
- 『映画カメラマンの復讐』 Месть кинематографического оператора : 監督ラディスラス・スタレヴィッチ、アニメーション映画、1912年
- 『死後』 После смерти : 監督エフゲーニー・バウエル、1915年
- 『瀕死の白鳥』 Умирающий лебедь : 監督エフゲーニー・バウエル、1917年
- 『革命家』 Революционер : 監督エフゲーニー・バウエル、1917年
- 『警鐘』 Набат : 監督エフゲーニー・バウエル、1917年
- Проект инженера : 監督レフ・クレショフ、1918年

## 関連事項
- ハンジョンコフ商会 （Торговый дом Ханжонкова）

## 著書・関連書籍
- Ханжонков, А.А., Ранние годы русской анимации, Москва/Ленинград: Искусство, 1937
- Кузнецова, М., Александр Ханжонков. Жизнь за кадром, Москва: Профил, No.29., 1997
- Янгиров, Рашит, К биографии А.А. Ханжонкова: Новый ракурс, Москва: Киноведческие записки, No.55., 2001